# Compadre Coelho

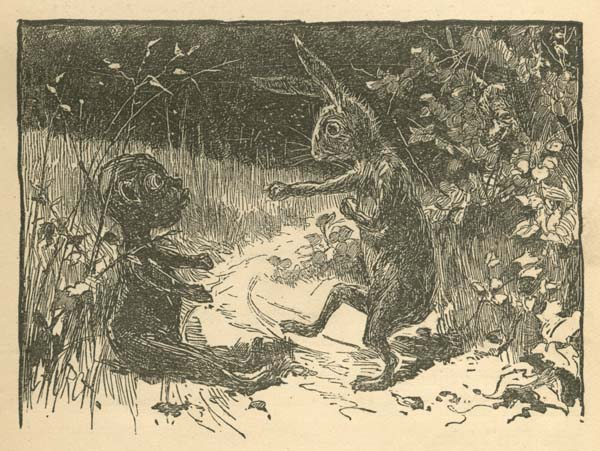
O Coelho Brer encontra o bebê de Alcatrão

O Coelho Brer é um personagem do folclore estadunidense, que se tornou famoso graças aos livros de Joel Chandler Harris e do filme da Walt Disney Company "A Canção do Sul" (1946). Caracteriza-se por usar a esperteza ao invés da força bruta. A Universal Animation Studios lançou em 2006 o filme de animação baseado nas histórias do Coelho Brer, intitulado As Aventuras do Coelho Brer. No Brasil, o personagem adaptado para os quadrinhos nas revistas da Editora Abril é chamado de "Compadre Coelho" e "Coelho Quincas".